# Emoční energie
Emoční energie je pojem, který zavádí Randall Collins v rámci jeho teorie interakčních rituálů. "Je to kontinuum, jež na vysoké straně jde od sebedůvěry, dobrých pocitů sám a o sobě a enthusiasmu, dolů skrze neurčitou normálnost uprostřed až po depresi, nedostatek iniciativy a negativní pocity sám o sobě na jeho nízké straně."